# August Kirstein
August Josef Kirstein (21. srpna 1856 Kozlí – 7. června 1939 Vídeň) byl rakouský architekt.

## Životopis
Narodil se ve slezském městě Koźle (Kozlí). Po ukončení gymnázia v Ratiboři (Horní Slezsko) se dva roky učil u architektů Ryllmanna a Heydena v Berlíně. Maturitu složil v roce 1875 na státní odborné škole ve Vídni. Od roku 1876 studoval na vídeňské Akademii výtvarných umění ve Vídni u Friedricha von Schmidta. V době studií pracoval v ateliéru Fridricha von Schmidta a od roku 1882 byl jmenován stavbyvedoucím katedrály sv. Petra a Pavla v Pětikostelí (Pécs) v Maďarsku. Po smrti Schmidta v roce 1891 dokončil přestavbu katedrály. V roce 1892 začal spolupracovat s Fridrichem Ohmannem. Společně postavili muzea v Magdeburgu a v letech 1901–1904 Bad Deutsch-Altenburg. V roce 1902 získal rakouské občanství.

## Dílo
August Kirstein se věnoval výstavbě a obnově sakrálních památek v duchu přísného historismu, zvláště restaurování gotické architektury.

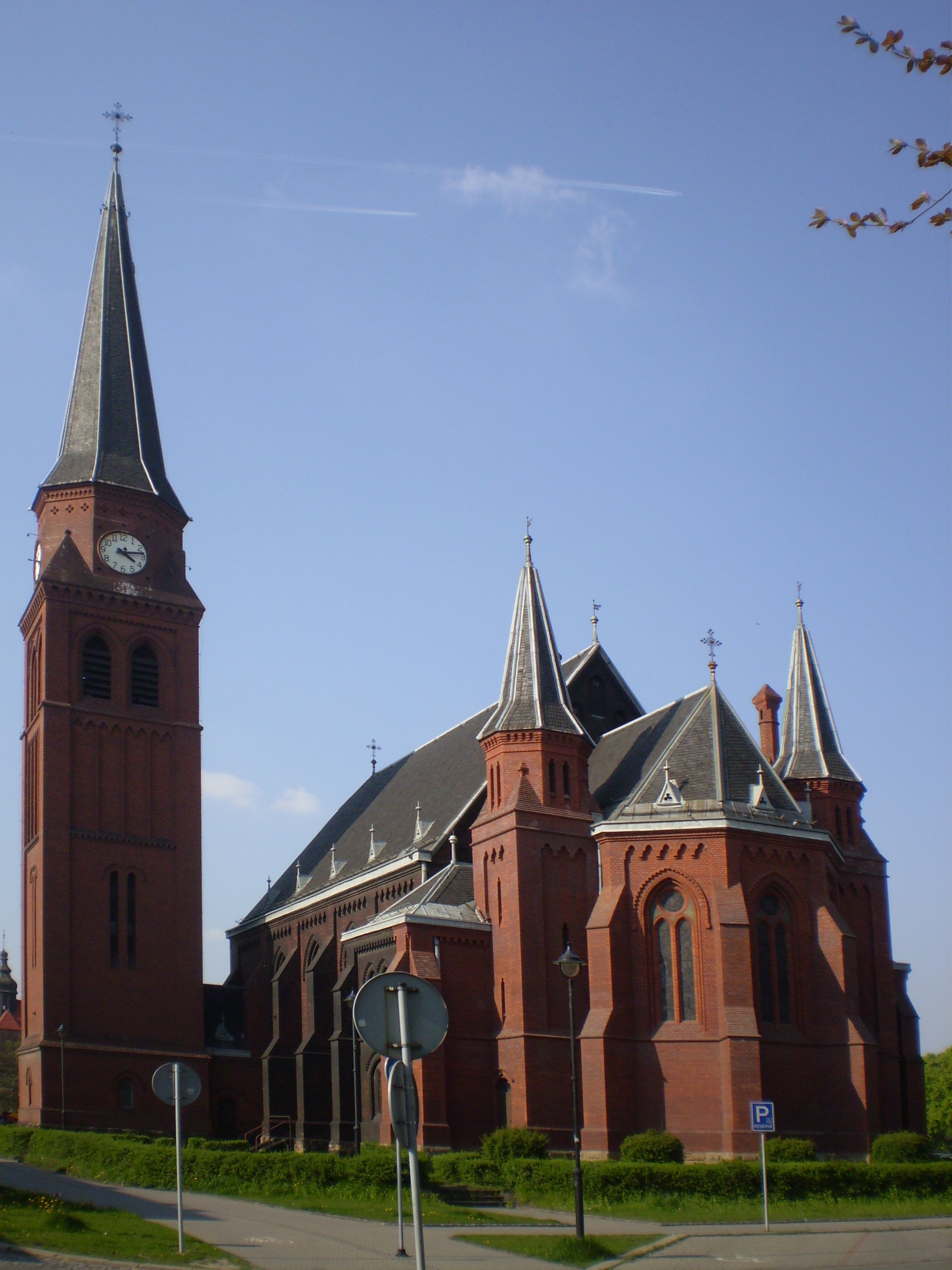
Kostel svatého Pavla ve Vítkovicích.

- Kostel svatého Pavla ve Vítkovicích.1883–1886 kostel sv. Pavla v Ostravě-Vítkovicích – kulturní památka ČR[4]
- 1901–1909 obnova a dostavba novogotického kostela sv. Petra a Pavla v Brně[3] – kulturní památka ČR[5]
- 1911 projekt přestavby kostela sv. Jana Křtitele v Zaječí[3] – kulturní památka ČR.[6] Interiér v pozdním historismu, který vznikal do roku 1917 podle jeho návrhů, je doplněn prvky secese.